# Hanns Kreisel
Hanns Kreisel (Leipzig, 16 de julio de 1931-Wolgast, 18 de enero de 2017) fue un botánico, y micólogo alemán. Fue profesor Invitado de la Escuela de Ciencias Biológicas de la Universidad de La Habana.

## Vida
- 1949 - Título de Bachillerato (Thomasschule Leipzig, escuela humanista)
- 1949 - 1950	Prácticas de agente forestal
- 1950 – 1954	Asistente de investigación, Instituto de Horticultura de la Universidad de Leipzig (Leipzig Universität)
- 1951 – 1956	Estudios universitarios de Biología y Geología en la Universidad Ernst Moritz Arndt, Greifswald, Alemania (Ernst-Moritz-Arndt-Universität Greifswald)
- 1956 - Diplomatura en Biología
- desde 1956	Matrimonio con Karla Kreisel (apellido de soltera: Hahn) Diplomada en Geología. Del matrimonio: 2 hijos y 4 nietos
- 1956 – 1960	Asistente universitario en el Instituto de Biología Agrícola en la Ernst-Moritz-Arndt-Universität Greifswald
- 1960	Doctorado en Ciencias Naturales (Dr. rer. nat.)
- 1960 – 1977	Asistente universitario senior, especialización en Biología de la Ernst-Moritz-Arndt-Universität Greifswald
- 1966 - Habilitación Doctoral
- 1968 - 1971	Profesor invitado en la Universidad de La Habana, Cuba
- 1977	Profesor asociado en la Ernst-Moritz-Arndt-Universität, Greifswald
- 1991 - 1994	Director de la Facultad de Biología de la Ernst-Moritz-Arndt-Universität Greifswald
- 1992	Profesor de Botánica General y Especializada del Instituto de Biología de la Ernst-Moritz-Arndt-Universität Greifswald
- 1994	Lectorado como profesor invitado en la Universidad de Alcalá, Madrid
- 1996	Jubilación

## Reconocimientos
- Presidente del Gremio de Micología de la Sociedad Biológica de la RDA (Fachverband Mykologie der Biologischen Gesellschaft der DDR) 1980 – 1990
- Vicepresidente de la Sección de Micología de la Sociedad Botánica de Alemania (Sektion Mykologie der Deutschen Botanischen Gesellschaft) desde 1990
- Vicepresidente de la Sociedad de Micología y Liquenología (Gesellschaft für Mykologie und Lichenologie) desde 1991
- Presidente del Comité Permanente de los Congresos Micológicos Europeos	1992 – 1995
- Miembro del Comité Ejecutivo del Consejo Europeo para la Conservación de Hongos (European Council for Conservation of Fungi) 1989 – 1995

## Eponimia
- Chrysosporium kreiselii Dominik 1965
- Kreiseliella Braun 1991
- Kreiseliella typhae (Vasyag.) U. Braun 1991
- Meliola kreiseliana Schmied. 1989
- Passalora kreiseliana U. Braun & Crous 2002
- Peziza kreiselii G. Hirsch 1992
- Puccinia kreiselii M. Scholler 1996
- Tulostoma kreiselii G. Moreno, E. Horak & Altés 2002

## Algunas publicaciones
- 1994. Studies in the Calvatia complex (Basidiomycetes) 2. 8 pp.

### Libros
- 2001. Die Pilzflora des Stadtgebietes von Greifswald: (Ascomycetes und Basidiomycetes). Ed. Fachgruppe Mykologie Vorpommern. 91 pp.
- hanns Kreisel, Frieder Schauer. 1987. Methoden des mykologischen Laboratoriums. Ed. Gustav Fischer. 181 pp. ISBN 3437203827
- hanns Kreisel, dieter Benkert. 1986. Nichtblätterpilze (Basidiomyzeten ohne Blätter, Askomyzeten) (Setas (hojas basidiomicetos, Ascomicetes). Volumen 2 de Handbuch für Pilzfreunde. Ed. Fischer. 6 tomos. 448 pp. ISBN 3437303473
- hanns Kreisel, bruno Hennig, edmund Michael. 1981. Blätterpilze - Dunkelblättler: hrsg. u. bearb. von Hanns Kreisel (Muscaria - Dunkelblättler: ed. y rev. por Hanns Kreisel). Ed. Fischer. 472 pp.
- 1979. Die wichtigsten und häufigsten Pilze mit besonderer Berücksichtigung der Giftpilze (Los hongos más importantes y comunes, con especial referencia a los hongos venenosos) . Volumen 1 de Handbuch für Pilzfreunde. Ed. Fischer. 6 tomos. 392 pp.
- 1973. Die Lycoperdaceae der DDR. Volumen 36 de Bibliotheca mycologica. Ed. J. Cramer. 210 pp. ISBN 3768208524
- 1971. Clave y catalogo de los hongos fitopatogenos de Cuba. Ed. Universidad de La Habana. 104 pp.
- 1969. Grundzüge eines natürlichen Systems der Pilze: Mit 61 Abbildungen im Text und 8 Tafeln (Características básicas de un sistema natural de setas: con 61 ilustraciones en el texto y 8 placas ). Ed. J. Cramer. 245 pp.
- 1967. Taxonomisch-pflanzengeographische Monographie der Gattung Bovista. Volumen 25 de Nova Hedwigia. Ed. J. Cramer. 244 pp.
- 1961. Die phytopathogenen Grosspilze Deutschlands. Ed. Fischer. 284 pp.
- 1957. Die Pilzflora des Darß und ihre Stellung in der Gesamtvegetation. Ed. Akademie-Verl. 74 pp.